# العلوم المدونة
العلوم المدونة هي كالصرف والنحو والمنطق وغيرها. اعلم أن هذه الأسماء قد تطلق على المعلومات المخصوصة كما يقال فلان يعلم النحو، وقد تطلق على إدراكات تلك المعلومات كما يقال النحو علم من العلوم المدونة، وقد تطلق على الملكة الحاصلة من الممارسة بتلك المعلومات.